# Episodi de Le avventure del gatto con gli stivali (quinta stagione)
La quinta stagione della serie animata Le avventure del gatto con gli stivali negli USA è stata distribuita il 28 luglio 2017 su Netflix.
In Italia, invece, è stata trasmessa su DeaKids a partire dal 8 marzo 2018.
| Nº | Nº | Titolo originale    | Titolo italiano         | Prima TV USA   | Prima TV Italia |
| -- | -- | ------------------- | ----------------------- | -------------- | --------------- |
| 53 | 1  | The attendant       | L'attendente            | 28 luglio 2017 | 8 marzo 2018    |
| 54 | 2  | The tutorial        | L'esercitazione         | 28 luglio 2017 | 9 marzo 2018    |
| 55 | 3  | The headless horse  | Il cavallo senza testa  | 28 luglio 2017 | 12 marzo 2018   |
| 56 | 4  | The good demon      | Il demone buono         | 28 luglio 2017 | 13 marzo 2018   |
| 57 | 5  | A few too many cats | Qualche gatto di troppo | 28 luglio 2017 | 14 marzo 2018   |
| 58 | 6  | The jewel eggs      | Le uova gioiello        | 28 luglio 2017 | 15 marzo 2018   |
| 59 | 7  | The Iceman          | L'uomo di ghiaccio      | 28 luglio 2017 | 16 marzo 2018   |
| 60 | 8  | My Crispintino      | Il mio Crispintino      | 28 luglio 2017 | 19 marzo 2018   |
| 61 | 9  | The Great Stink     | La grande puzza         | 28 luglio 2017 | 20 marzo 2018   |
| 62 | 10 | The evil dance      | La danza malefica       | 28 luglio 2017 | 21 marzo 2018   |
| 63 | 11 | Don't remember me   | Non ti ricordar di me   | 28 luglio 2017 | 22 marzo 2018   |
| 64 | 12 | Beyond the portal   | Al di là del portale    | 28 luglio 2017 | 23 marzo 2018   |
| 65 | 13 | A Savage Place      | Un luogo selvaggio      | 28 luglio 2017 | 26 marzo 2018   |